# Amistad-Prozesse

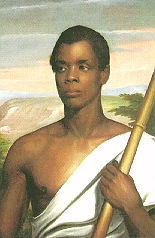
Sengbe Pieh, Anführer beim Aufstand (Porträt von 1839)

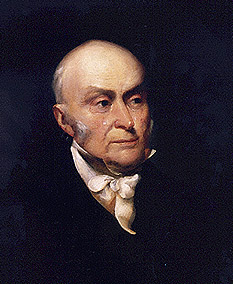
John Quincy Adams

Die Amistad-Prozesse waren mehrere Gerichtsverfahren von 1839 bis 1841 gegen Gefangene auf dem Schiff Amistad. Die Prozesse werden als wesentlicher Schritt zu einer Abschaffung der Sklaverei in den Vereinigten Staaten gewertet.

## Geschichte
Die Amistad war ein Frachtschiff unter spanischer Flagge, das 1839 in Kuba Sklaven an Bord nahm. Bei einer Rebellion wurden der Kapitän und der Koch des Schiffes durch westafrikanische Gefangene getötet. Zwei weitere Besatzungsmitglieder entkamen in einem Beiboot, zwei Plantagenbesitzer wurden gefangen gesetzt. Anführer der Revolte war Sengbe Pieh vom Volk der Mende. Die Sklaven erreichten selbständig die Küste der Vereinigten Staaten und wurden dort von der US-amerikanischen Marine aufgebracht und inhaftiert.
Die Sklaven wurden wegen Meuterei und Mord angeklagt. Nach einem Berufungsverfahren, angestrebt durch den amtierenden US-Präsidenten Martin Van Buren, wurde die Verhandlung an den Obersten Gerichtshof verlegt. Die Verteidigung der Afrikaner übernahmen amerikanische Abolitionisten, vertreten wurden sie durch John Quincy Adams, einen ehemaligen US-Präsidenten. Der Prozess wurde von Streitigkeiten über ein Seerechtsabkommen mit Spanien begleitet. 1841 wurden die Angeklagten freigesprochen, da ihr Recht auf persönliche Freiheit festgestellt wurde. 35 der ehemaligen Sklaven reisten 1842 zurück in ihre Heimat, die restlichen sind auf See oder während des Prozesses verstorben.

## Nachwirkungen
Der gleichnamige Film aus dem Jahr 1997 von Steven Spielberg arbeitet die historischen Begebenheiten auf. 
In Mystic, Connecticut wurde 2000 ein originalgetreuer Nachbau der Amistad vom Stapel gelassen. An Bord des Schiffes in dessen Heimathafen New Haven, Connecticut, also dem Ort der erstinstanzlichen Gerichtsverhandlung, werden Schulkinder heute über Bürgerrechte, Sklaverei und Rassendiskriminierung aufgeklärt. So lief das Schiff auch Sierra Leone, die Heimat von Sengbe Pieh, an.